# 美洲鬣蜥屬
美洲鬣蜥屬是中美洲、南美洲及加勒比地區特有的一屬蜥蜴。牠們最初是由奧地利自然學家约瑟夫斯·尼古劳斯·劳伦蒂於1768年描述。其下有三個物種：分布于美洲大陆的美洲鬣蜥以及分布于美洲加勒比群岛的小安德烈斯島鬣蜥和暗黑鬣蜥（Iguana melanoderma）。分布于美洲海岛的两种鬣蜥均受到丧失栖息地和来自美洲鬣蜥的杂交的双重打击而濒危，暗黑鬣蜥2020年以前曾被认为是美洲鬣蜥的黑化变种。
美洲鬣蜥屬的學名是源自牠們的泰諾語名字“伊瓦纳”。

## 解剖及生理

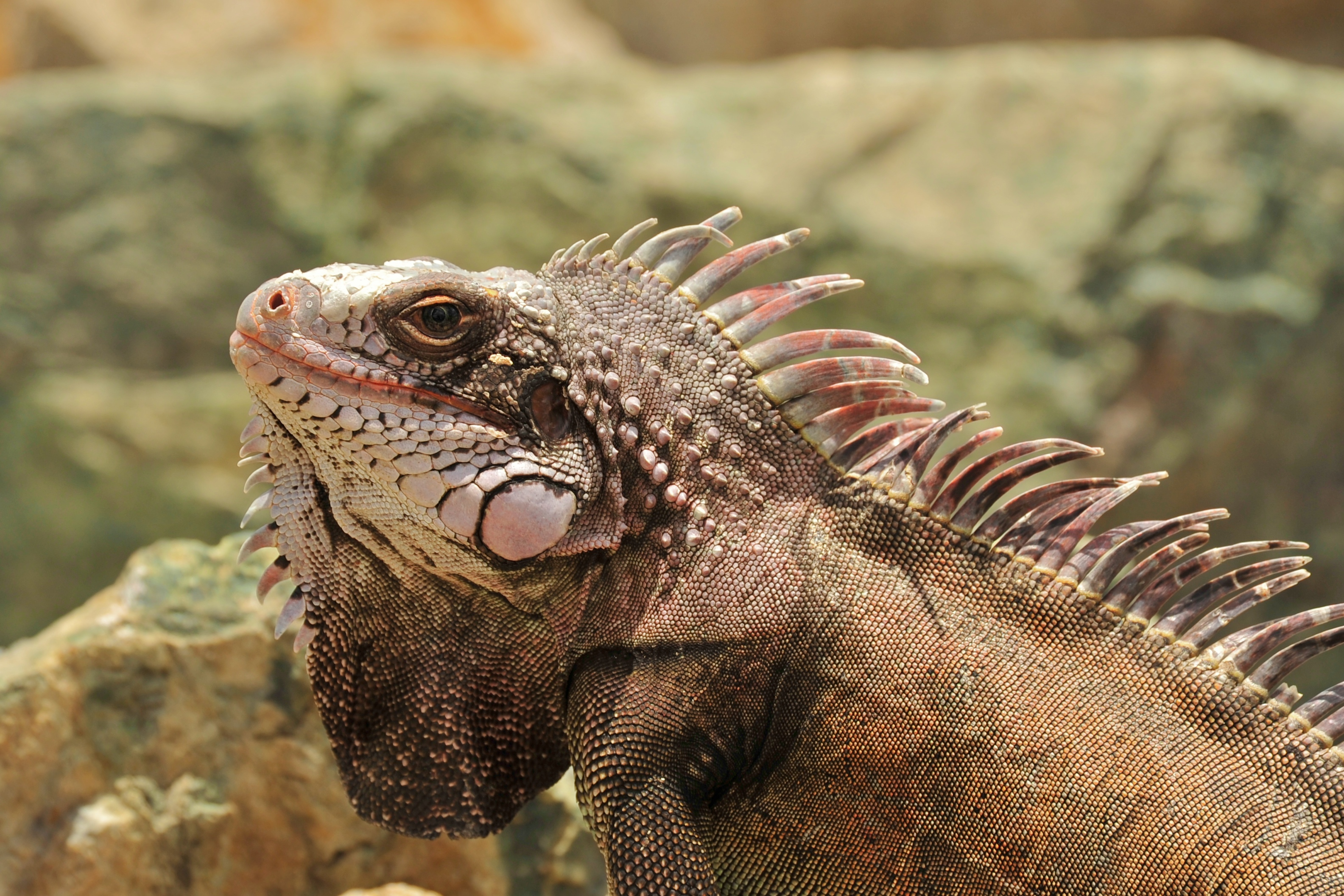

美洲鬣蜥屬有喉袋，沿背部至尾巴有一列棘刺。牠們的頭上有頂眼，彷彿較淡色的鱗片。頸後有細小及凸起的鱗片，兩頰有很大及圓形的鱗片。
美洲鬣蜥屬有銳利的視覺，可以分辨遠處的形狀、陰影、顏色及運動。牠們會在森林中以視覺來搜索及覓食。同種間也會以視覺訊號來溝通。牠們會將橙色、黃色、粉紅色或藍色等看為食物。美洲鬣蜥屬的鼓膜位於兩側眼睛之下及大圓鱗片之上，很難察覺。
美洲鬣蜥屬綠色的身體可以幫助牠們藏身，免被大型的掠食者發現。

## 下属物种
本属包括以下物种：
- 小安德烈斯島鬣蜥 Iguana delicatissima Laurenti, 1768
- Iguana europaea Hoffstetter, 1942
- 美洲鬣蜥 Iguana iguana (Linnaeus, 1758)[3]
- Iguana iguana x Iguana delicatissima
- 暗黑鬣蜥 Iguana melanoderma Breuil et al., 2020，现接受名为美洲鬣蜥 Iguana iguana
- Iguana rhinolopha Wiegmann, 1834

## 保育狀況
本属所有种均被列為《瀕危野生動植物種國際貿易公約》附錄二的物種，被限制出口及貿易。